# Trychnopepla discors
Trychnopepla discors är en fjärilsart som beskrevs av Turner 1941. Trychnopepla discors ingår i släktet Trychnopepla och familjen signalmalar. Inga underarter finns listade i Catalogue of Life.